# Като, Кадзуя
Кадзуя Като (яп. 加藤 和也 Katō Kazuya, род.17 января 1952) — японский математик, лауреат премий.

## Биография
Родился 17 января 1952 года в префектуре Вакаяма. В 1975 году закончил Токийский университет, в 1980 году там же защитил диссертацию.
В 2006 году был пленарным докладчиком Международного конгресса математиков.

## Награды
- Императорская премия Японской академии наук (2005)